# Germania
Germania (łac. Germania) – nazwa nadana przez starożytnych Rzymian ziemiom na wschód od Renu i na północ od górnego i środkowego Dunaju. Obszary te były zamieszkane przez Germanów, a także inne niegermańskie ludy.
Za czasów Oktawiana Augusta Rzymianie podbili Germanię, przejściowo aż po Łabę. Pod koniec I wieku n.e. zdołali także opanować tereny między górnym Renem a Dunajem (tak zwane Agri Decumates). Utworzono wtedy dwie nowe prowincje rzymskie: Germanię Górną (Germania Superior) i Germanię Dolną (Germania Inferior).
Najobszerniejszy opis Germanii przedstawił historyk rzymski Tacyt.

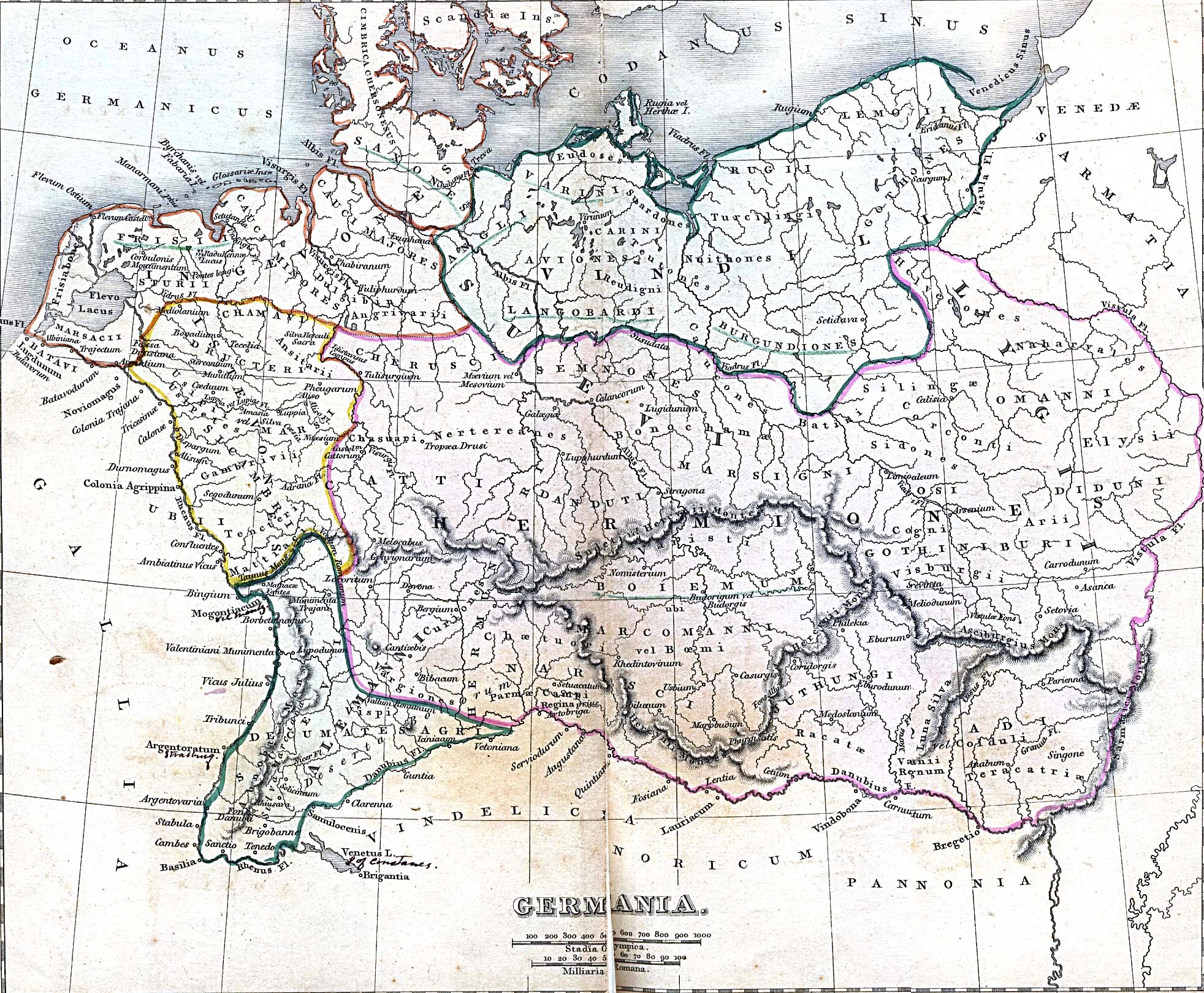
Mapa starożytnej Germanii stworzona w 1849 roku

Germania stanowi do dziś poetycką nazwę i alegorię Niemiec – zob. Germania (personifikacja).